# Ihre Hoheit
Ihre Hoheit ist ein deutsches Stummfilmlustspiel aus dem Jahre 1913 von Curt A. Stark mit seiner Ehefrau Henny Porten in der Titelrolle. 

## Handlung
In einem kleinen, deutschen Duodez-Fürstentum. Prinzessin von Katzenstein-Dernburg ist im heiratsfähigen Alter und soll, aus Gründen der Staatsraison, mit einem Prinzen des Nachbarfürstentums Schlettstadt-Angerstein vermählt werden. Doch die eigenwillige junge Dame hat nicht die geringste Lust, die Gattin dieses ihr unbekannten Erbprinzen Botho zu werden und gibt ihm daher einen Korb. Für „Ihre Hoheit“ kann, so sieht es dieser Freigeist, nur die Liebe ein Grund zur Eheschließung sein, obwohl die Prinzessin nicht gerade sehr begütert ist. Eines Tages trifft sie in einem mondänen Seebad auf exakt diesen Mann, der ihr gefällt und der sie auch ohne Geld zur Frau nehmen würde. Wie sich herausstellt, handelt es sich bei diesem jungen Herrn ausgerechnet um Prinz Hans Ottokar, den jüngeren Bruder des einst vorgesehenen und abgewiesenen Erbprinzen aus dem Hause Schlettstadt-Angerstein …

## Produktionsnotizen
Ihre Hoheit entstand im Herbst 1913 in dem Messter-Film-Atelier in Berlins Blücherstraße Nr. 32, passierte im Dezember desselben Jahres und lief ab dem 1. Februar 1914 in Berlins Admirals-Theater. Der Streifen besaß eine Länge von 972 Metern, verteilt auf drei Akte. 

## Kritiken
Die Neue Freie Presse urteilte: “”Ihre Hoheit” … gewinnt noch an Reiz durch Henny Porten, die die stücktragende Rolle … voll Grazie und Humor spielt.“
Wiens Freie Stimmen schrieb über Henny Porten: „Diesmal ist ihr in dem Film “Ihre Hoheit” überaus reiche Gelegenheit geboten, ihrer unverwüstlichen Laune die Zügel schießen zu lassen.“
Der Volksfreund nannte Ihre Hoheit einen „Film von entzückender Schelmerei.“